# Will Smallbone
William Anthony Patrick Smallbone (* 21. února 2000) je irský profesionální fotbalista, který hraje na pozici středního záložníka za anglický klub Southampton FC. Narodil se v Anglii, ale hraje za irský národní tým.

## Klubová kariéra

### Southampton

#### 2017–2022
Dne 21. února 2017 podepsal Smallbone profesionální smlouvu se Southamptonem. Svůj profesionální debut za Southampton si odbyl 4. ledna 2020 při vítězství 2:0 v FA Cupu nad Huddersfield Town, když vstřelil úvodní gól. Dne 22. února 2020 debutoval v Premier League při vítězství 2:0 nad Aston Villou.
Smallbone, který se teprve začal pravidelně objevovat v prvním týmu, utrpěl 16. ledna 2021 při výhře 2:0 na hřišti Leicesteru zranění předního zkříženého vazu. V důsledku toho se očekávalo, že bude mimo hru až šest měsíců. Dne 26. října 2021 se Smallbone poprvé od svého zranění objevil v profesionálním zápase, když nahradil Stuarta Armstronga při porážce Southamptonu s Chelsea po penaltovém rozstřelu v EFL Cupu.

#### 2022–
Dne 23. července 2022 se Smallbone připojil ke Stoke City na sezónní hostování. Svůj první gól za Stoke vstřelil 15. října 2022 při výhře 2:0 na hřišti Prestonu North End. Smallbone byl v sezóně 2022/23 pravidelným hráčem pod Alexem Neilem, odehrál 46 zápasů a vstřelil tři góly, když Stoke skončilo na 16. místě.
Dne 28. srpna 2023 podepsal Smallbone se Southamptonem prodloužení smlouvy o tři roky. Svůj první ligový gól za klub vstřelil 30. září 2023 při vítězství 3:1 nad Leedsem United.

## Reprezentační kariéra
Smallbone může hrát za Irsko díky své matce, která se narodila v Kilkenny. Smallbone debutoval za irský tým do 21 let proti Itálii U21 v říjnu 2020. Dne 3. června 2022 vstřelil své první góly za Irsko U21, když se trefil při výhře 3:0 nad Bosnou a Hercegovinou U21 na Tallaght Stadium. O tři dny později na to navázal volejem zpoza vápna a otevřel skóre při konečné výhře 3:1 nad Černou Horou U21.
V listopadu 2022 byl Smallbone zařazen do seniorského týmu Stephena Kennyho pro nadcházející přátelské zápasy. Debutoval 22. března 2023 v přátelském zápase proti Lotyšsku, který skončil vítězstvím 3:2. Za svůj výkon proti Lotyšsku získal cenu pro hráče zápasu.

## Osobní život
Smallbonemu byla v roce 2021 diagnostikována alopecie, když se zotavoval ze zranění. V prosinci 2022 se stal ambasadorem organizace Alopecia UK.

## Statistiky

### Klubové
Platí k zápasu hranému 19. října 2024.
| Klub                   | Sezóna            | Liga              | Liga   | Liga | Národní pohár | Národní pohár | Ligový pohár | Ligový pohár | Ostatní | Ostatní | Celkově | Celkově |
| Klub                   | Sezóna            | Soutěž            | Zápasy | Góly | Zápasy        | Góly          | Zápasy       | Góly         | Zápasy  | Góly    | Zápasy  | Góly    |
| ---------------------- | ----------------- | ----------------- | ------ | ---- | ------------- | ------------- | ------------ | ------------ | ------- | ------- | ------- | ------- |
| Southampton U21        | 2016/17           | —                 | —      | —    | —             | —             | —            | —            | 1       | 0       | 1       | 0       |
| Southampton U21        | 2017/18           | —                 | —      | —    | —             | —             | —            | —            | 1       | 0       | 1       | 0       |
| Southampton U21        | 2018/19           | —                 | —      | —    | —             | —             | —            | —            | 3       | 0       | 3       | 0       |
| Southampton U21        | 2019/20           | —                 | —      | —    | —             | —             | —            | —            | 1       | 0       | 1       | 0       |
| Southampton U21        | 2021/22           | —                 | —      | —    | —             | —             | —            | —            | 1       | 0       | 1       | 0       |
| Southampton U21        | Celkově           | Celkově           | —      | —    | —             | —             | —            | —            | 7       | 0       | 7       | 0       |
| Southampton            | 2019/20           | Premier League    | 9      | 0    | 1             | 1             | 0            | 0            | —       | —       | 10      | 1       |
| Southampton            | 2020/21           | Premier League    | 3      | 0    | 0             | 0             | 0            | 0            | —       | —       | 3       | 0       |
| Southampton            | 2021/22           | Premier League    | 4      | 0    | 2             | 0             | 1            | 0            | —       | —       | 7       | 0       |
| Southampton            | 2023/24           | EFL Championship  | 43     | 6    | 4             | 0             | 0            | 0            | 3       | 1       | 50      | 7       |
| Southampton            | 2024/25           | Premier League    | 4      | 0    | 0             | 0             | 0            | 0            | —       | —       | 4       | 0       |
| Southampton            | Celkově           | Celkově           | 63     | 6    | 7             | 1             | 1            | 0            | 3       | 1       | 74      | 8       |
| Stoke City (hostování) | 2022/23           | EFL Championship  | 43     | 3    | 2             | 0             | 1            | 0            | —       | —       | 46      | 3       |
| Celkově v kariéře      | Celkově v kariéře | Celkově v kariéře | 106    | 9    | 9             | 1             | 2            | 0            | 10      | 1       | 127     | 11      |

### Reprezentační
Platí k zápasu hranému 10. září 2024.
| Národní tým | Rok     | Zápasy | Góly |
| ----------- | ------- | ------ | ---- |
| Irsko       | 2023    | 5      | 0    |
| Irsko       | 2024    | 6      | 0    |
| Celkově     | Celkově | 11     | 0    |

## Úspěchy
Southampton
- Play-off EFL Championship: 2024